# اوندژی سهنال
اوندژی سهنال (چکی: Ondřej Sehnal؛ زادهٔ ۱۰ اکتبر ۱۹۹۷) بازیکن بسکتبال اهل جمهوری چک است. وی در بازی‌های المپیک تابستانی ۲۰۲۰ شرکت کرده‌است.